# Conseil pontifical pour la promotion de la nouvelle évangélisation
Le Conseil pontifical pour la promotion de la nouvelle évangélisation est un ancien dicastère de la curie romaine dont la mission était de promouvoir une évangélisation renouvelée dans les pays où la foi chrétienne a déjà été annoncée et où des Églises de fondation anciennes sont présentes, mais où la sécularisation de la société progresse et où il y a une « éclipse du sens de Dieu ».

## Histoire
Le Conseil pontifical pour la promotion de la nouvelle évangélisation a été créé le 21 septembre 2010, par le motu proprio Ubicumque et semper du pape Benoît XVI. Il est actuellement présidé par Rino Fisichella.
Le 25 janvier 2013, par le motu proprio Fides per doctrinam, le pape confie au Conseil pontifical la compétence de la catéchèse qui dépendait jusqu'alors de la Congrégation pour le clergé.
Le 1er avril 2017, par le motu proprio Sanctuarium in Ecclesia daté du 11 février 2017, mémoire liturgique de Notre-Dame de Lourdes, le pape transfère au Conseil Pontifical la compétence sur les sanctuaires qui sont pour lui, des lieux d'évangélisation et qui relevaient jusque-là de la Congrégation pour le clergé.
Avec l'entrée en vigueur de la constitution apostolique Praedicate evangelium du pape François le 5 juin 2022, le Conseil disparaît et fusionne avec la Congrégation pour l'évangélisation des peuples pour former le dicastère pour l'évangélisation.